# Blatnica (rijeka)
Blatnica je rijeka u Bosni i Hercegovini.
Desna je pritoka Velike Usore u koju se ulijeva kod istoimenog naselja. U svom toku prima više manjih potoka.